# Amparo da Serra
Pour les articles homonymes, voir Amparo.
Amparo da Serra est une municipalité brésilienne de l'État du Minas Gerais et la microrégion de Viçosa.